# Гагра
Га́гра (до 1948 г. — Га́гры; абх. Гагра; груз. გაგრა) — курортный город на побережье Чёрного моря в Абхазии, в Гагрском районе частично признанной Республики Абхазия, согласно административному делению Грузии — в Гагрском муниципалитете Абхазской Автономной Республики.

## Этимология названия
Гагра впервые упоминается на карте Пьетро Висконти 1308 года как «Гагари», что на старогрузинском означает «узкий выход в ущелье». Для названия Гагра предлагаются как грузинские и сванские, так и абхазские варианты этимологии. Так, Т. Чантурия и Р. Гванцеладзе предпочитают версию о происхождении этого названия от слова «орех» на сванском языке. По мнению В. Кварчия, Гагра (< *ga-kʼə-ra) в переводе с абхазского означает «держатель берега».

## География
Город расположен в 83 км от города Сухум и в 36 км от сочинского аэропорта Адлер, на берегу бухты.
Гагрские отроги Большого Кавказского хребта подходят к морю наиболее близко. Горы создают свой микроклимат, защищая город от холодных ветров и удерживая тёплый морской воздух. Благодаря этому, Гагра — одно из самых тёплых и сухих мест на Черноморском побережье Кавказа.
Среднегодовая температура воздуха достигает + 15,2 °C, количество осадков — 1300 мм/год. Купаться здесь начинают в мае, а заканчивают глубокой осенью, в ноябре.
Из-за контрастности высот горные ущелья вентилируют и обновляют воздух в городе. В черте города в море впадают несколько рек: Жоэквара, Гагрипш, Аныхамца, Репруа. К западу и к юго-востоку находятся рощи пицундской сосны.

### Климат
Климат влажный, субтропический. Среднегодовая температура: + 14,4 °C; морская вода прогревается до +29 °C. Зима тёплая, (+11 °C — +15 °C), лето жаркое и влажное (+25 °C — +35 °C), возможны дни, когда температура может достигать +40 °C.
| Показатель                    | Янв. | Фев. | Март | Апр. | Май  | Июнь | Июль | Авг. | Сен. | Окт. | Нояб. | Дек. | Год  |
| ----------------------------- | ---- | ---- | ---- | ---- | ---- | ---- | ---- | ---- | ---- | ---- | ----- | ---- | ---- |
| Средний суточный максимум, °C | 9,6  | 10,2 | 12,8 | 17,0 | 21,1 | 24,7 | 27,0 | 27,4 | 24,4 | 20,2 | 15,7  | 12,0 | 18,5 |
| Средняя температура, °C       | 6,1  | 6,7  | 8,9  | 12,6 | 16,8 | 20,4 | 22,9 | 23,2 | 19,9 | 15,8 | 11,9  | 8,4  | 14,4 |
| Средний суточный минимум, °C  | 2,7  | 3,2  | 5,0  | 8,3  | 12,5 | 16,1 | 18,9 | 19,0 | 15,5 | 11,5 | 8,1   | 4,8  | 10,4 |
| Норма осадков, мм             | 147  | 105  | 107  | 109  | 89   | 104  | 103  | 116  | 129  | 132  | 154   | 166  | 1461 |
| Источник: климат Гагры        |      |      |      |      |      |      |      |      |      |      |       |      |      |

## История

Колхида и Иберия. 600—150 гг. до н. э.

Древним названием Гагры было «Пагра». Это была греческая колония, основанная в VII веке до н. э..

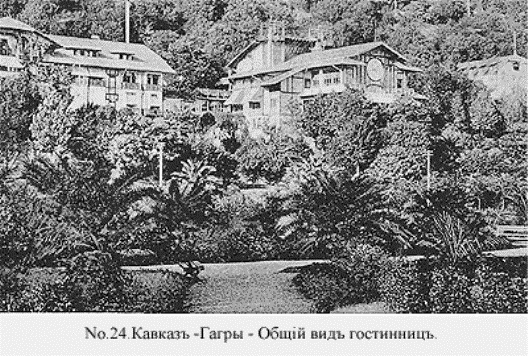
Дореволюционная открытка с видом на ресторан «Гагрипш»

В I веке до нашей эры греческими купцами была основана торговая фактория Триглиф. Во второй половине I в. до н. э. попадает в зависимость от Римской империи. Со II века нашей эры известна как крепость Нитика.
Позже, в IV—V веках, здесь была построена крепость, названная абхазами Абаатой, остатки которой сохранились до наших дней.
В XIV веке сюда пришли генуэзцы и основали торговую факторию. На карте 1308 года, составленной Пьетро Висконти, она названа Хакарой или Какарой.
Затем генуэзцев вытеснили турки.
В 1830 году из Сухум-Кале был отправлен гарнизон под начальством генерал-майора Гессе, приступивший к постройке укрепления для защиты Абхазии от черкесских вторжений. Вот как писал о своём пребывании в крепости писатель-декабрист Александр Бестужев-Марлинский издателям журнала «Московский телеграф», братьям Полевым в июне 1836 года:

 «… Я переведен в ужасный климат Абхазии. Есть на берегу Чёрного моря, в Абхазии, впадина между огромных гор. Туда не залетает ветер; жар там от раскаленных скал нестерпим, и, к довершению удовольствий, ручей пересыхает и обращается в зловонную лужу. В этом ущелье построена крепостишка, в которую враги бьют со всех сторон в окошки, где лихорадка свирепствует до того, что полтора комплекта в год умирает из гарнизона, а остальные не иначе выходят оттуда, как со смертоносными обструкциями или водянкою. Там стоит 5-й Черноморский батальон, который не иначе может сообщаться с другими местами, как морем, и, не имея пяди земли для выгонов, круглый год питается гнилью солонины.» 
Далее он писал графу А. Бенкендорфу: 

«Я убежден, что Его императорское величество, назначая меня при производстве в 5-й Черноморский батальон в крепость Гагры, не предполагал, сколь смертоносен этот берег Чёрного моря, погребенный между раскаленных солнцем скал, лишенный круглый год свежей пищи и воды, даже воздуха… Для меня, полуживого, Гагры будут неизбежным гробом». 
В начале Крымской войны укрепление было разрушено и упразднено.
Курорт основан принцем А. П. Ольденбургским (членом императорского дома, родственником Николая II), который взялся превратить город в полноценный курорт в американском стиле. Принцем были основаны телеграф, субтропический техникум, проведено электрическое освещение, водопровод и курортный комплекс «Гагринская климатическая станция».
Гагринская климатическая станция планировалась трёхуровневым курортом с разными климатическим зонами: прибрежной (морской), средней и верхней (горной). Проект был рассчитан на 10 лет строительства. Её строительство началось в 1901 году, а открытие состоялось 9 января 1903 года в ресторане «Гагрипш». Этот день считается датой основания курорта.
На берегу моря был заложен парк, где были посажены агавы, пальмы, лимонные и апельсиновые деревья, кипарисы. В сегодняшней Гагре сохранились знаменитый парк, ресторан «Гагрипш», замок принца Ольденбургского и колоннада с расположенным недалеко Зимним театром.
В административном отношении с конца XIX века и начала XX века Гагра входила в состав Сухумского округа Кутаисской губернии, однако, с 1904—1917 годов Гагра и прилегающие районы были переведены в состав Сочинского округа Черноморской губернии.
В 1911 году в Гагру прибыли первые туристы из Германии.
16 мая 1912 года её посетил император Николай II.

Границы Сухумского округа.

В начале марта 1918 года абхазские большевики подняли восстание в Гагре, которое к концу года (в сентябре) было подавлено генералом Георгием Мазниашвили. В январе-феврале 1919 года добровольческая армия оккупировала территории, контролируемые Грузией, вплоть до Гагры. В ответ на это грузинское правительство направило армию против Деникина, освободило Гагру и заняло позиции на левом берегу реки Мехадири. 7 мая 1920 года большевистская Россия признала Сухумский округ, включая Гагру, частью Грузии и граница между сторонами была установлена на р. Псоу. В феврале 1921 г. Красная Армия вторглась в Грузию; к 22 февраля они взяли Гагру, а 25 февраля — Тифлис.
В первые годы Великой Отечественной войны город стал прифронтовым. Здравницы курорта: санатории «Украина», им. Челюскинцев и др. отдали под госпитали. В 1942 году войска вермахта вторглись на Северный Кавказ, войска появились на Черноморском побережье. В Гагре создали истребительный батальон, который проводил большую работу в прифронтовой полосе: регулярно прочёсывал горные тропы, поляны и лесные чащобы, во время наступления в 1943 году участвовал в преследовании противника.
Во время грузино-абхазского конфликта 1992—1993 гг. город попал в зону боевых действий и сильно пострадал. Гагра была занята грузинскими войсками в течение трёх месяцев. 3 сентября 1992 года в Москве были заключены переговоры о прекращении огня, обязывавшие Грузию вывести большую часть своих войск и техники из Гагры и её окрестностей. Перемирие длилось недолго. 1 октября 1992 г. абхазские и северокавказские войска предприняли успешное наступление на контролируемый грузинскими силами город Гагру. В результате войны сотни тысяч этнических грузин были изгнаны из своих домов в Абхазии, а тысячи были убиты в ходе массовых этнических чисток.

## Достопримечательности
- Замок принца Ольденбургского (1901—1904 гг., архитектор Г. И. Люцедарский);
- крепость Абаата с храмом св. Ипатия Гагрского V—VI вв.;
- колоннада;
- памятник воинам, погибшим во время Великой Отечественной войны;
- ресторан «Гагрипш»;
- смотровая площадка;
- Мемориал Славы;
- Приморский парк;
- сторожевая башня Марлинского (1841 г.);
- пещера Св. Ипатия;
- пещера Крубера-Воронья — вторая по глубине в мире (2196 м.);
- субтропический техникум;
- особняки начала XX века;
- водолечебница начала XX века;
- водопровод начала XX века
- городская баня начала XX века
- сероводородная лечебница;
- дом отдыха «Амра»;
- выставка резьбы по дереву «Долина ветров».

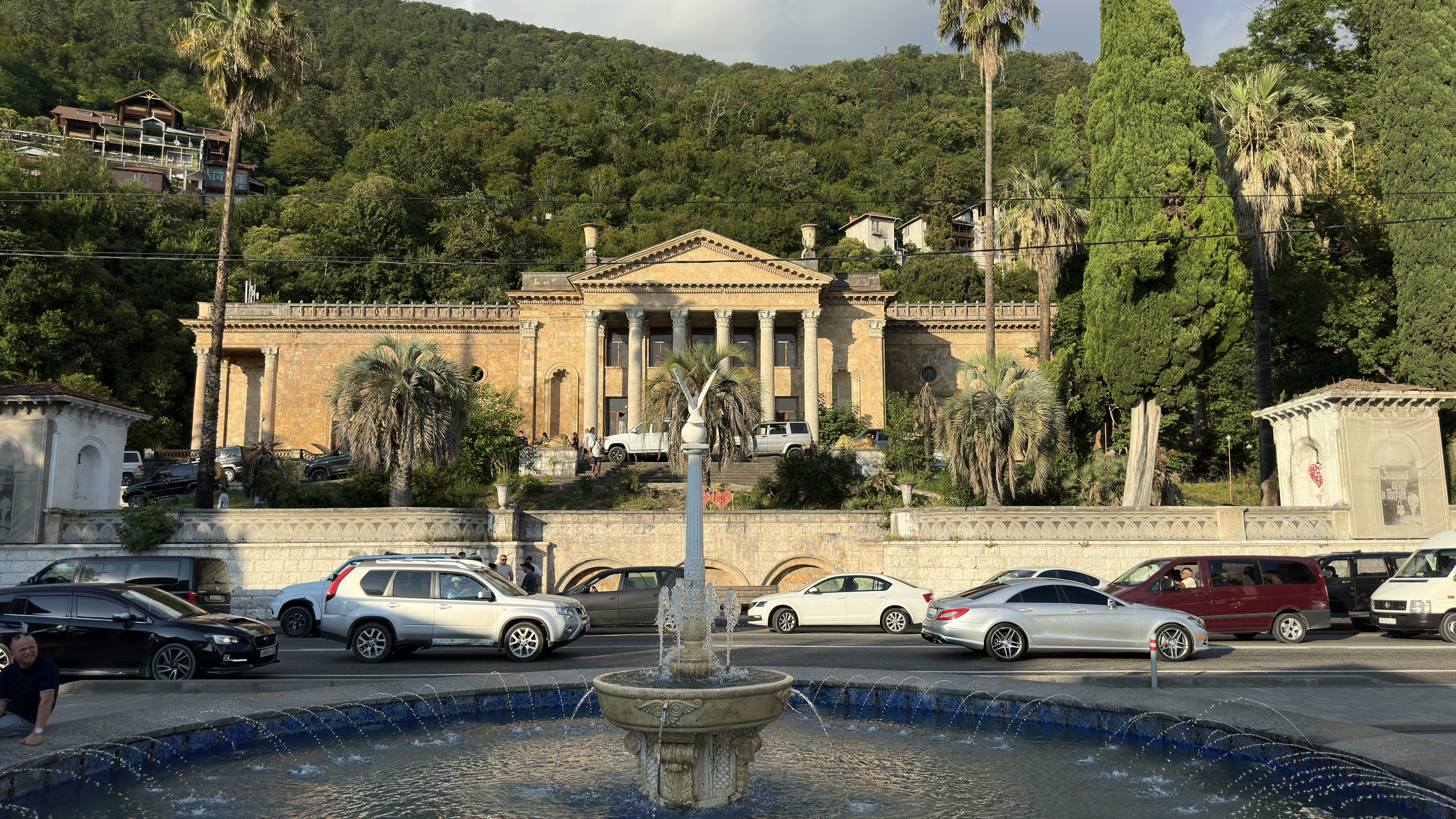
Зимний театр
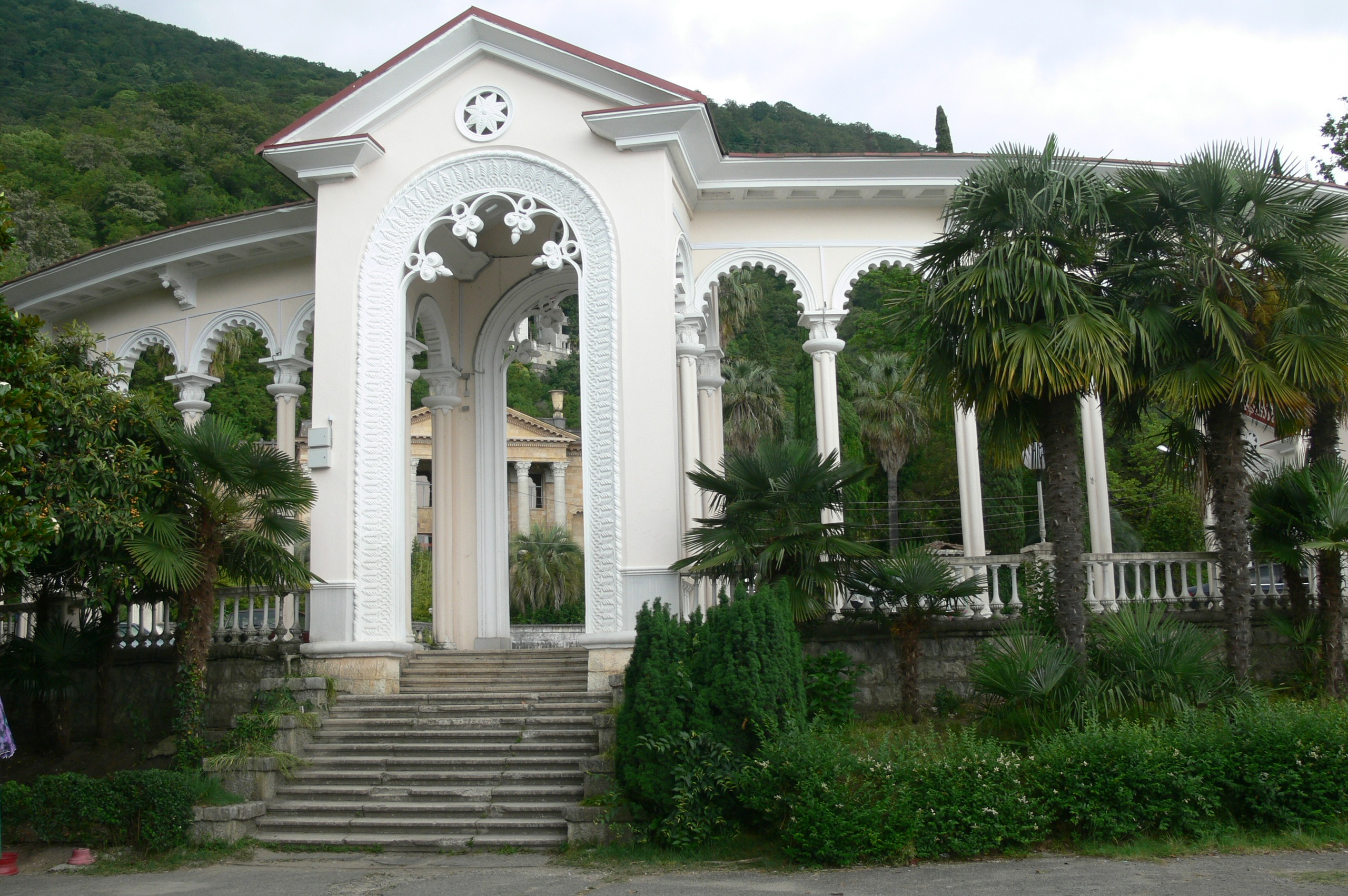
Колоннада в Приморском парке
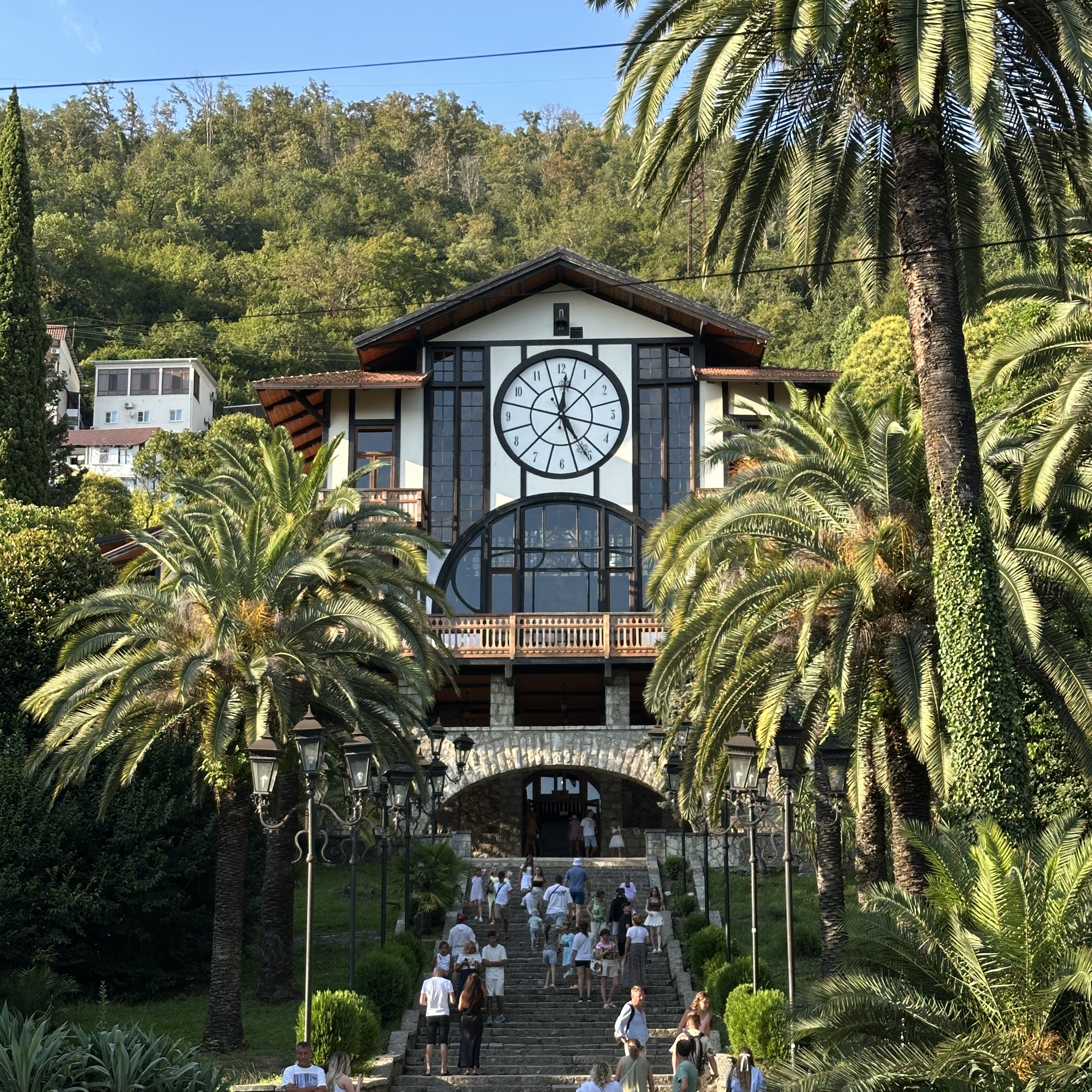
Ресторан «Гагрипш»
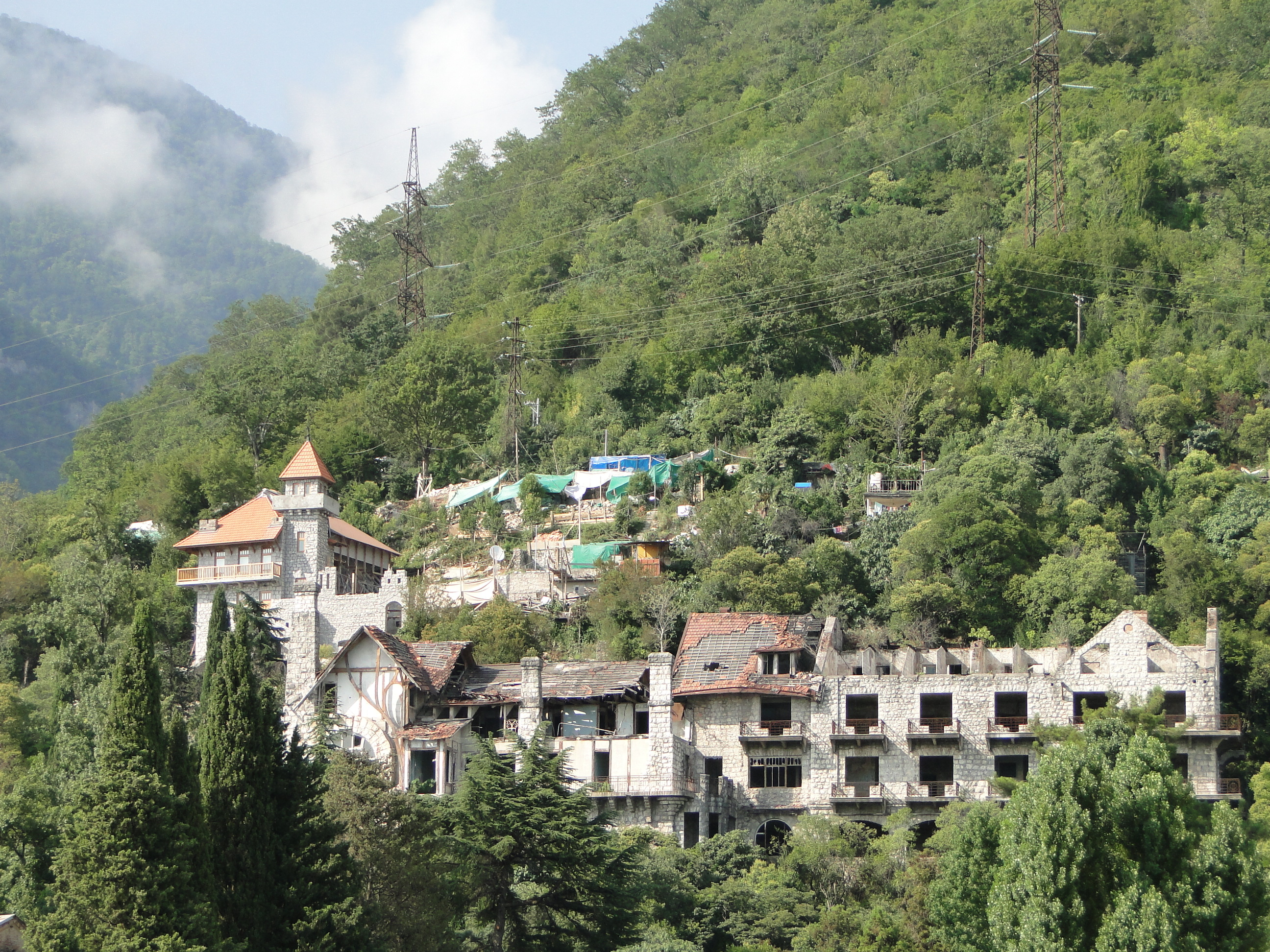
Замок принца Ольденбургского (на реставрации)
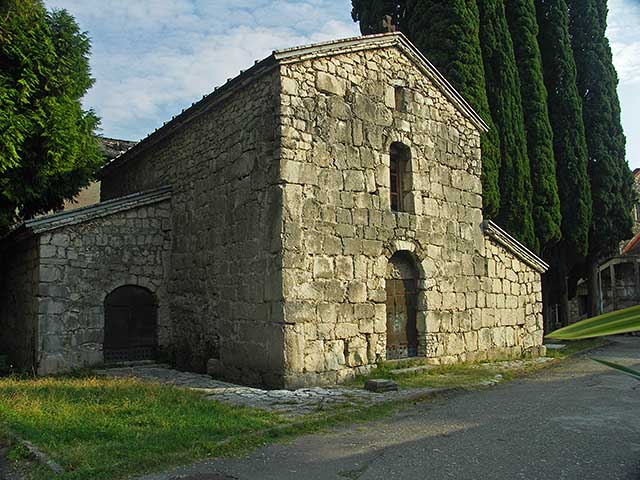
Храм святого Ипатия Гагрского
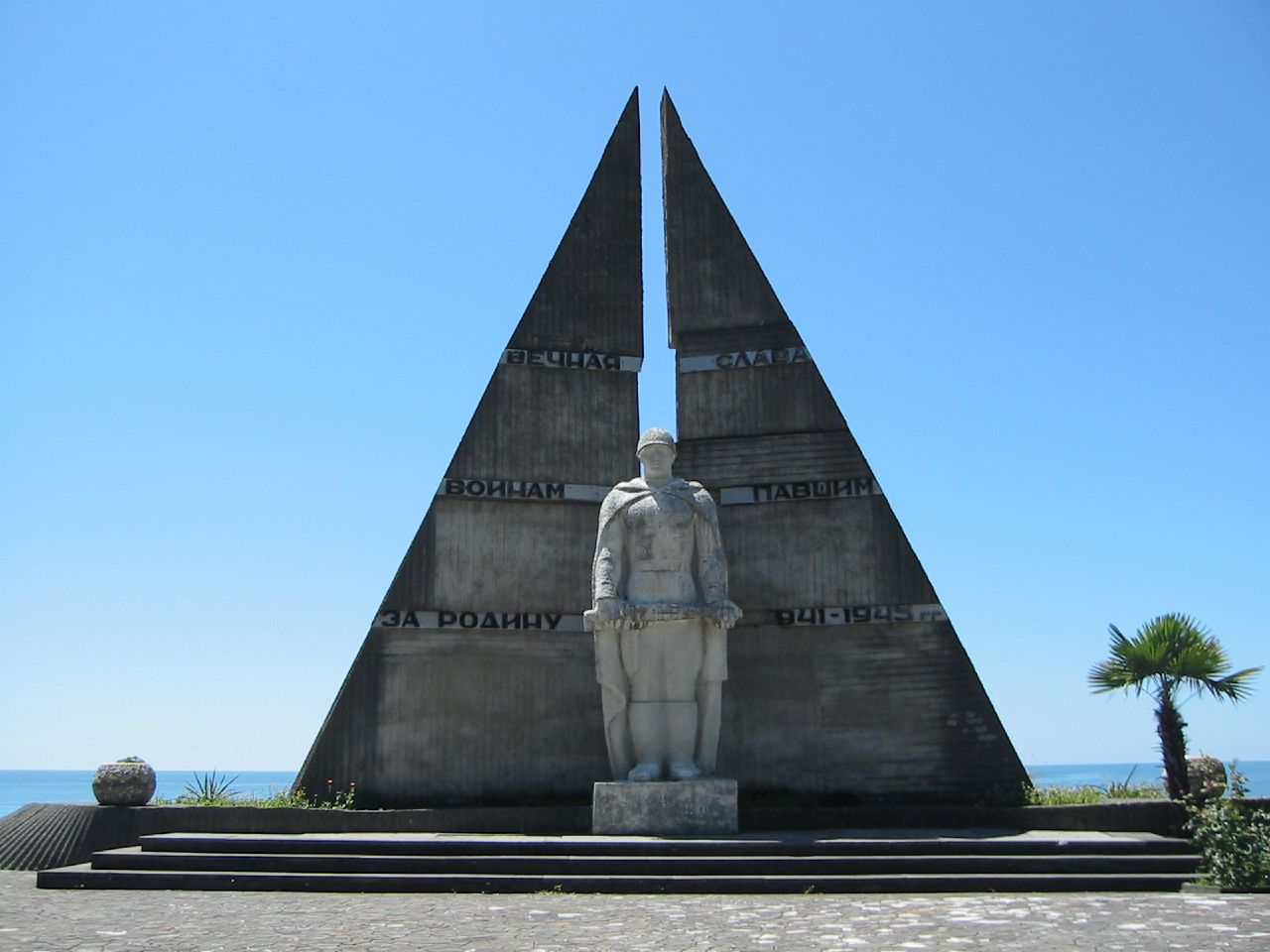
Памятник погибшим в Великой Отечественной войне
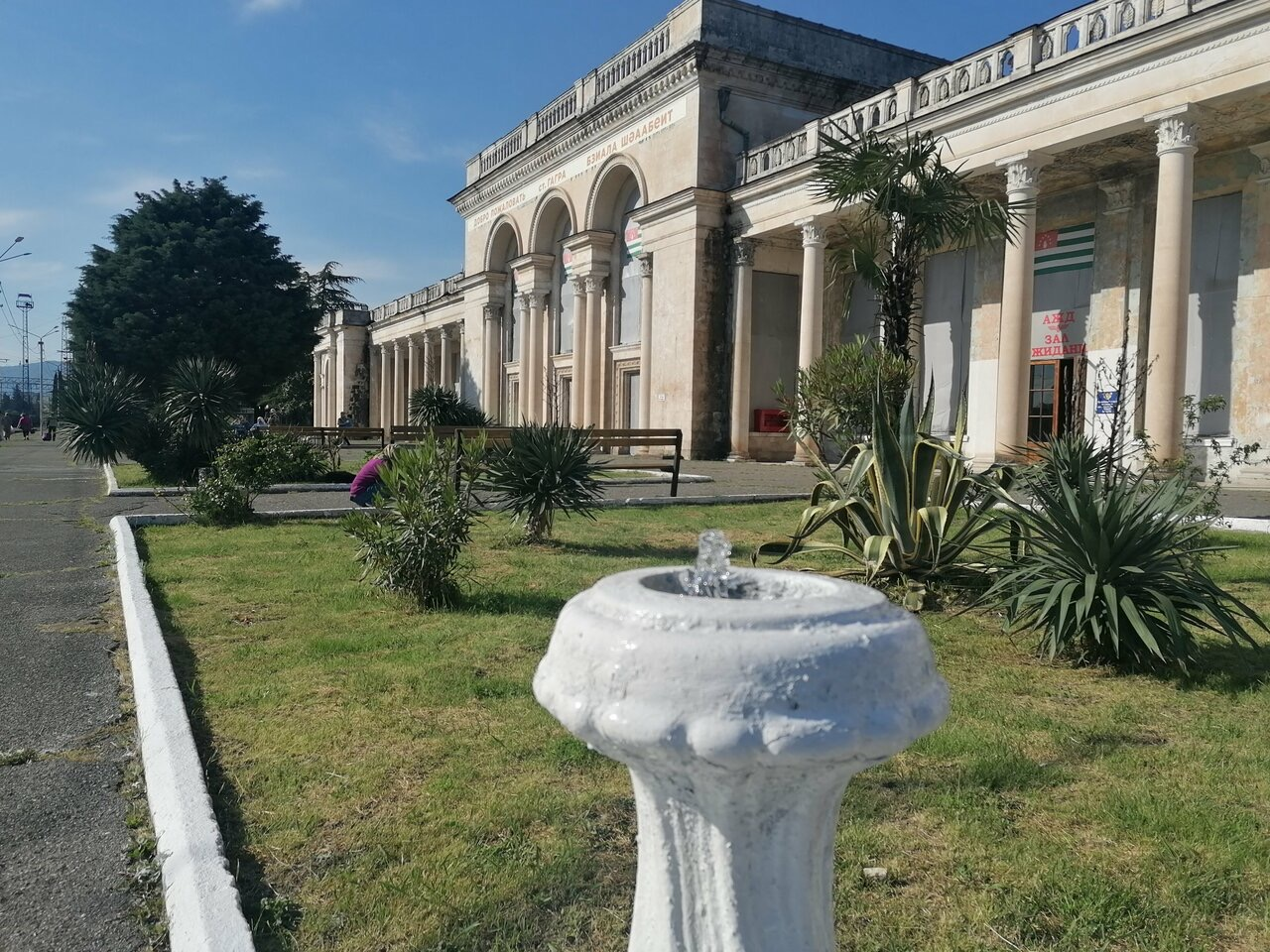
Здание железнодорожного вокзала станции Гагра
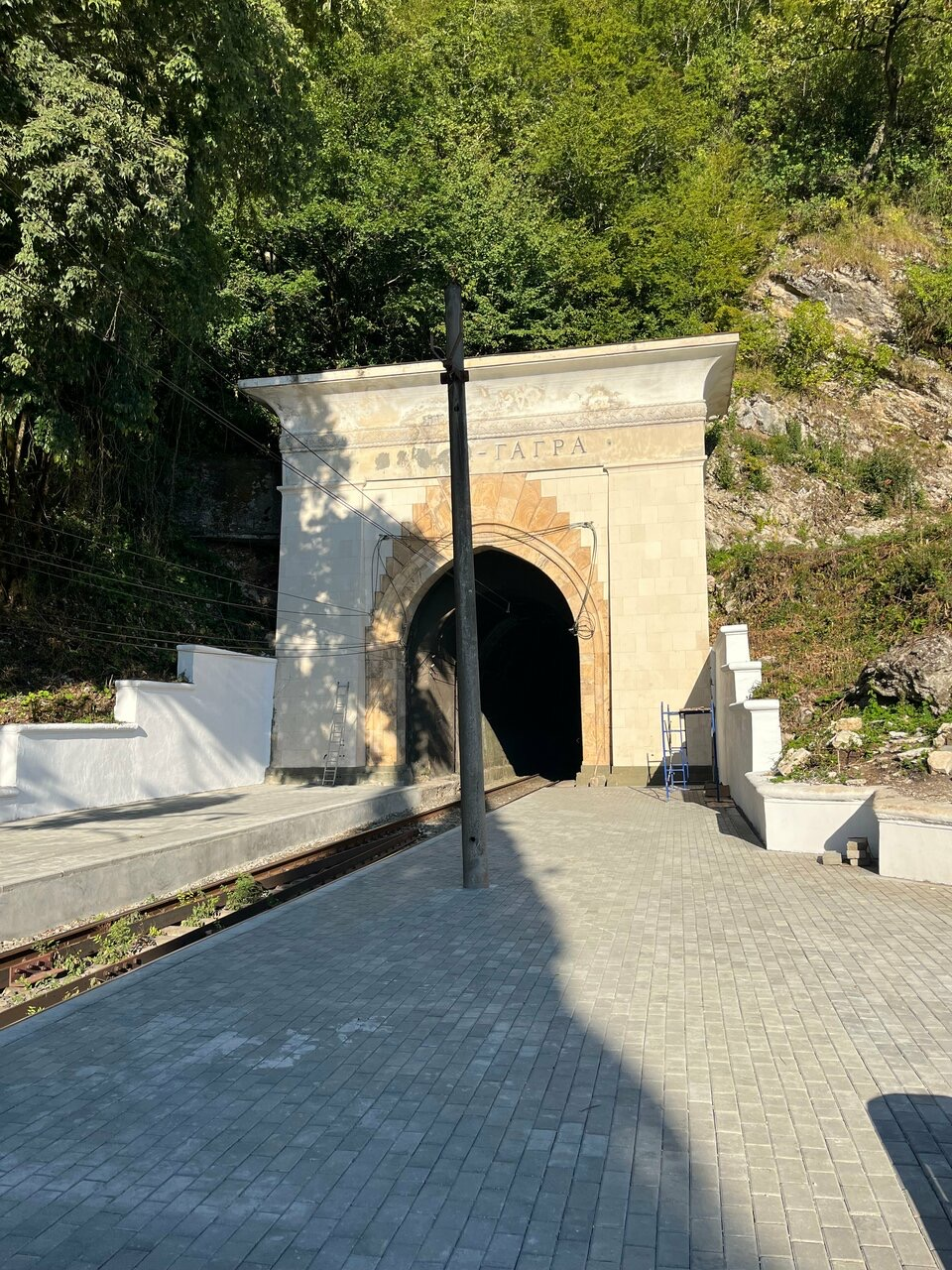
Гагрипшский железнодорожный тоннель

## Население
До Абхазской войны в городе проживало 26 900 человек.
По данным учёта населения 2003 года численность населения Гагры составила 10 717 человек.
По данным переписи 2011 года численность населения города Гагры составила 12 364 жителя, из них 6531 человек — абхазы (52,8 %), 2355 человек — русские (19 %), 2046 человек — армяне (16,6 %), 328 человек — грузины (2,7 %), 219 человек — украинцы (1,8 %), 119 человек — греки (1 %), 766 человек — представители других национальностей (6,1 %).
Численность населения в 2012 году составила 12 248, в 2013 — 12 213, в 2014 — 12 162, а в 2015 — 12 115 человек.
| Численность населения | Численность населения | Численность населения | Численность населения | Численность населения | Численность населения |
| 1926                  | 1939                  | 1959                  | 1970                  | 1979                  | 1989                  |
| --------------------- | --------------------- | --------------------- | --------------------- | --------------------- | --------------------- |
| 3656                  | ↗9808                 | ↗14 023               | ↗23 025               | ↘21 134               | ↗24 061               |
| 2003                  | 2011                  | 2015                  | 2016                  | 2017                  | 2018                  |
| ↘10 717               | ↗12 364               | ↘12 162               | ↘12 115               | ↘12 065               | ↘12 042               |
| 2019                  | 2020                  |                       |                       |                       |                       |
| ↘12 002               | ↘11 959               |                       |                       |                       |                       |

## Транспорт
В 1903—1918 годах в Гагре работала конка.
В городе работают общественные автобусы. Оператор — Гагрское ПАТП.
Подвижной состав:
- Автобусы среднего класса «Богдан» А092
- Подержанные автобусы большого класса Mercedes-Benz Türk O325, Den Oudsten B88
- Автобусы особо большого класса Hainje и Ikarus 280

Помимо этого работают частные маршрутные такси.
Действует пассажирское железнодорожное сообщение между городами Сочи и Сухумом.

## Культура и спорт
- Стадион имени Даура Ахвледиани
- Теннисные корты в Приморском парке им. Принца А. Ольденбургского

## Радиовещание
- 101,3 — Радио «Спутник» — Абхазия
- 102,2 — Русское радио[37]
- 107,1 — Авторадио / Абхазское радио

## Гагра в искусстве
В художественной литературе:
- Гиви Аласания «О море в Гаграх!»,
- Белла Ахмадулина «Гагра»,
- Исаак Бабель «Гагры». Из публицистики (газета Газета «Заря Востока», 1922 год),
- Дмитрий Благой «Ахали Гагра»,
- Евгений Евтушенко «Москвички»,
- Фазиль Искандер «Сандро из Чегема»,
- Пётр Павленко «Гагры»,
- Николай Ушаков «Гагры» (1948 год),
- Дмитрий Фурманов «Гагры» (1926 год),
- Юрий Юровский «Гагра» (в книге «И все оставлю на земле»).

Фильмы и передачи, которые снимались в городе Гагре:
- «Весёлые ребята» (1934),
- «Будь здоров, дорогой» (1981),
- «Зимний вечер в Гаграх» (1985),
- «Дама с попугаем» (1988),
- «В городе Сочи тёмные ночи» (1989),
- «Исчезнувшая империя» (2007),
- «Агония страха» (2007),
- «Анакоп» (2011),
- «Абхазская сказка» (2012).

Фильмы, в которых упоминается город Гагра:
- «Иван Васильевич меняет профессию» (1973),
- «Ликвидация» (телесериал),
- «Восьмидесятые» (телесериал),
- «Воронины» (телесериал),
- «На чужом празднике» (1981),
- «Жуков» (2012).
- «Слово пацана. Кровь на асфальте» (2023).

## В филателии

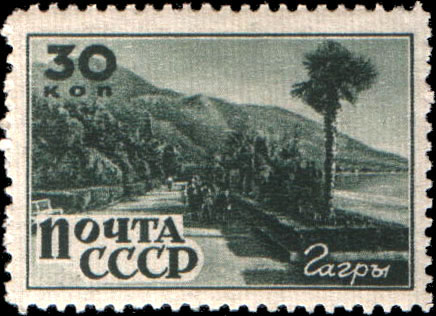
Почтовая марка, 1946 год
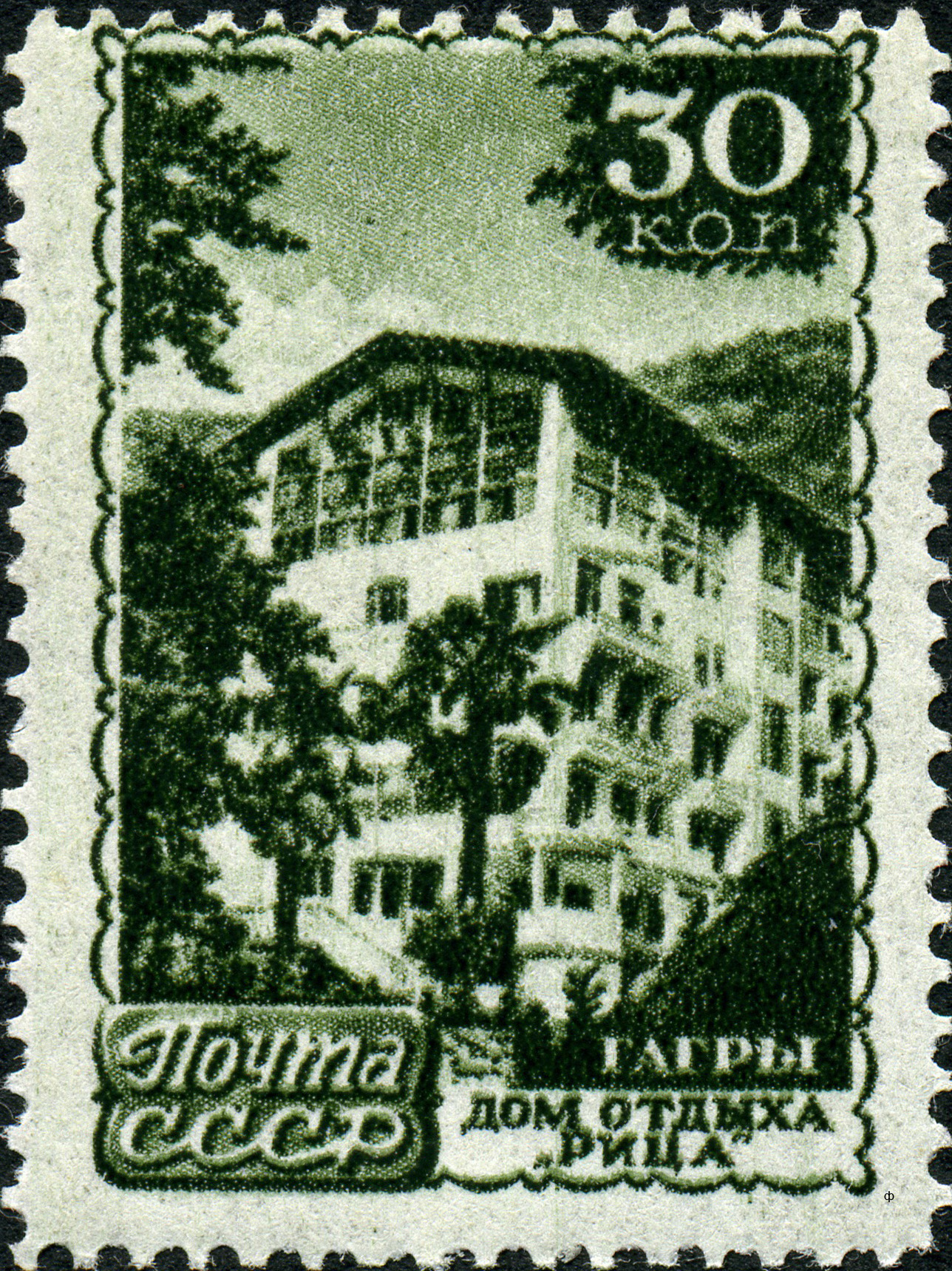
Почтовая марка, 1947 год

## Галерея

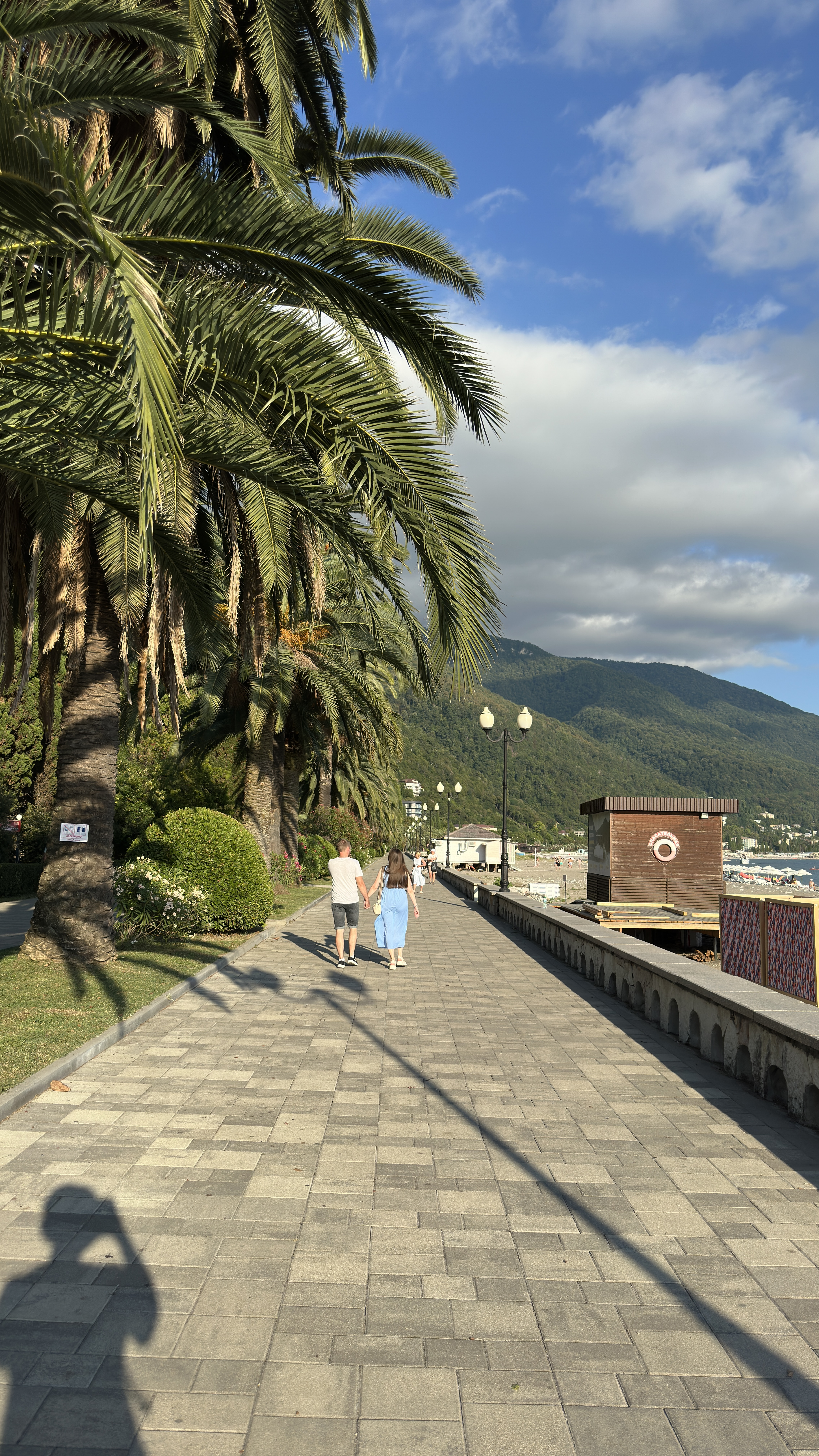
Набережная
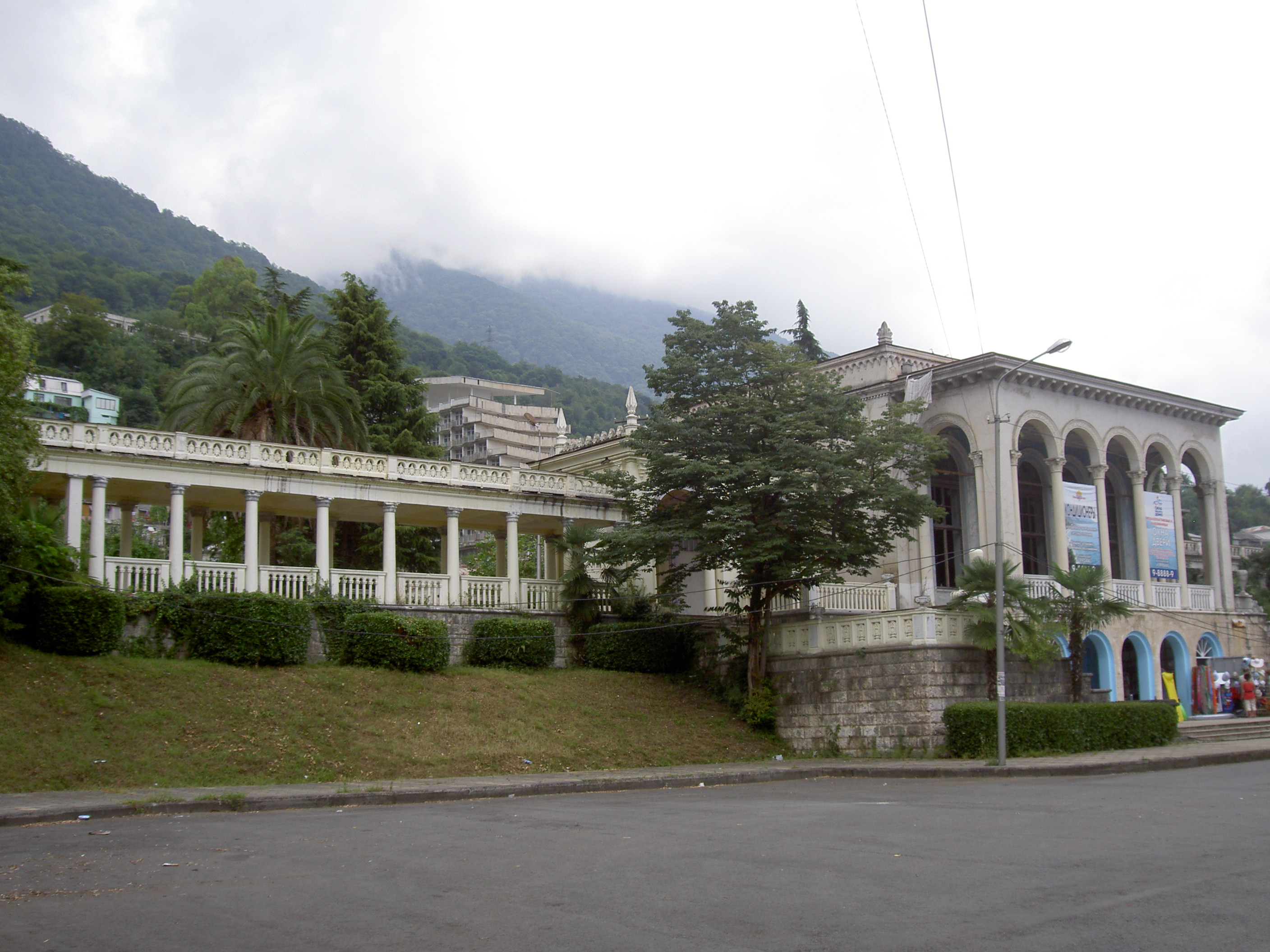
Железнодорожный вокзал платформы Гагрипш
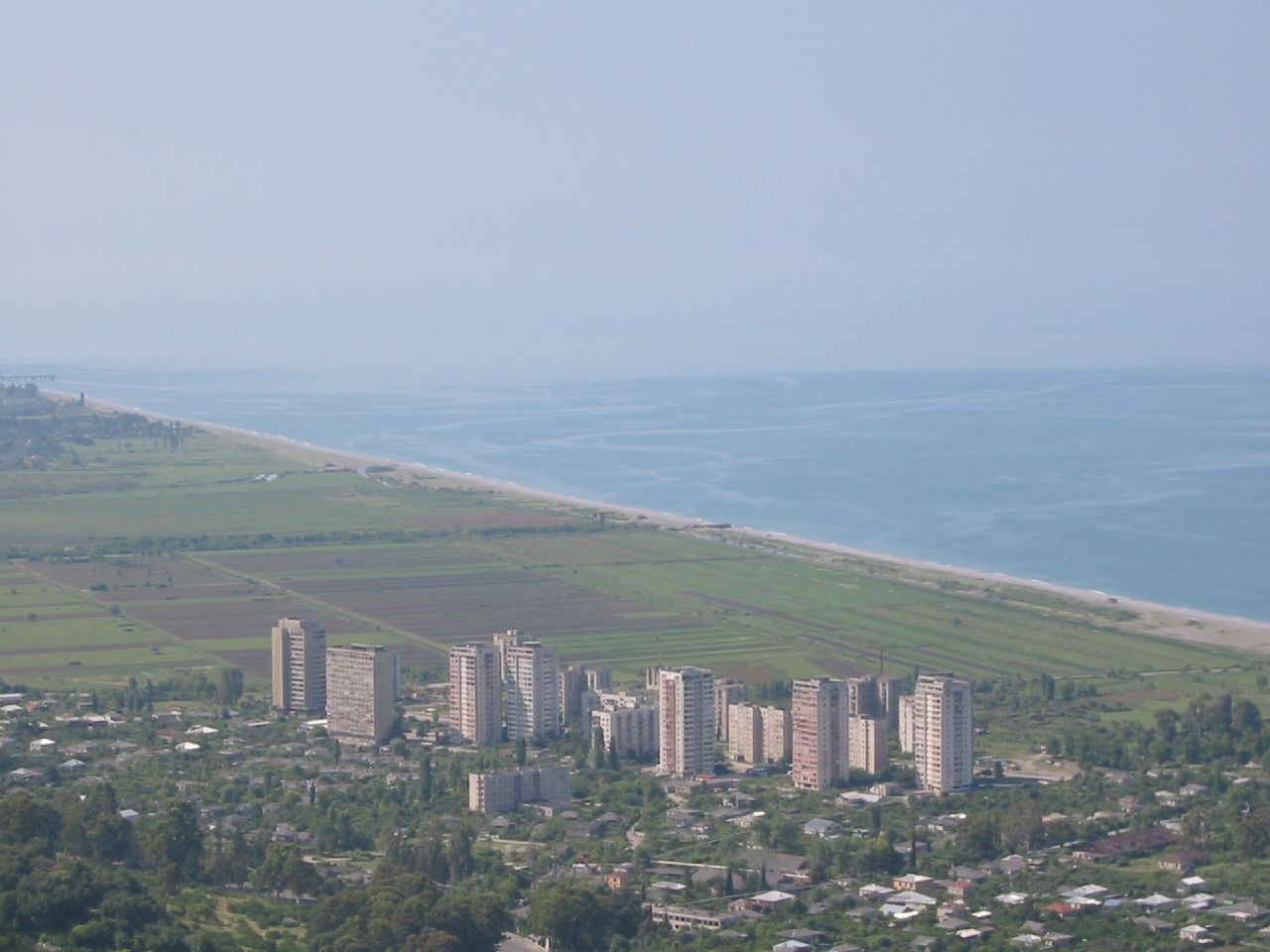
Вид на Новую Гагру